# Druggans Dam
Der Druggans Dam ist ein Stausee in der Region des Tasman District auf der Südinsel von Neuseeland.

## Geographie
Der Druggans Dam befindet sich rund 1,45 km östlich des Slate River, rund 1,8 km südöstlich des Aorere River und rund 10 km südsüdwestlich von Collingwood, das an der Mündung des Aorere River zur Golden Bay / Mohua liegt. Der See erstreckt sich über eine Fläche von 17 Hektar und besitzt einen Umfang von rund 2,46 km. In Ost-West-Richtung dehnt sich der See über eine Länge von rund 595 m aus und misst in Nord-Süd-Richtung an seiner breitesten Stelle rund 490 m.
Gespeist wird der Stausee durch einige von Süden bis Südosten zulaufende Creeks. Die Entwässerung findet über das Absperrbauwerk an der Nordwestlichen Seite des Sees über den Stanton Creek statt.

## Absperrbauwerk
Das Absperrbauwerk, das heute von Bäumen und Pflanzen überwuchert ist, besitzt eine Kronenlänge von rund 91 m und eine Breite an der Basis von 61 m. Der Staudamm, für den eine Füllmenge von 23.000 m³ Erdmaterial verwendet wurde, kommt auf eine Höhe von rund 18 m.

## Geschichte
Der Stausee, der ein Relikt der Goldgräberzeit aus den späten 1870er Jahren ist, wurde dazu genutzt, in den talabwärts gelegenen Abbaugebieten mit sogenannten Schleuderkanonen die Berghänge aufzusprengen, um dort an das begehrte Edelmetall zu gelangen. Erbauer des Staudamms war der Engländer Georg Druggan, der aber den Goldabbau plötzlich aufgab, als er eine Erbschaft von 30.000 Pfund Sterling erhielt und zurück nach England ging. Nach ihm kam die im Jahr 1900 registrierte Slate River Sluicing Company, die den Goldabbau zwischen Slate River und Doctor's Creek forcierte und dazu den Staudamm des Sees vergrößerte. Doch die Baumaßnahmen zahlten sich für das Unternehmen nicht aus. Die bis zum Jahr 1905 gewonnenen 1152 Unzen Gold glichen die Investition von 13.785 Pfund Sterling nicht aus. Als das Unternehmen im Jahr 1909 aufgelöst wurde, gingen alle Vermögenswerte für 250 Pfund an die Aorere Hydraulic Sluicing Company, die den Stausee noch bis in die 1930er Jahre hinein nutzte.